# Wat Benchama Bophit
Le Wat Benchama Bophit (thaï : วัดเบญจมบพิตร ดุสิตวนาราม ราชวรวิหาร) est le plus récent des grands temples bouddhiques de Bangkok. Il est situé dans le khet (circonscription) Dusit.
Ce wat a été construit en 1899 par Mario Tamagno à l'initiative du roi Rama V sur l'emplacement d'un ancien sanctuaire. Le roi décida cette construction afin de compenser la destruction de deux vieux temples nécessitée par l'extension du palais royal Dusit.

Le bâtiment principal (bot) est construit sur un plan cruciforme et utilise un marbre blanc de Carrare ce qui explique sa dénomination touristique de Temple de marbre. La statue principale du bot est une réplique grandeur nature du célèbre Pha Bouddha Chinaraj dont l'original est vénéré à Phitsanulok. Dans le socle de la statue sont enchâssées les cendres du roi Rama V.

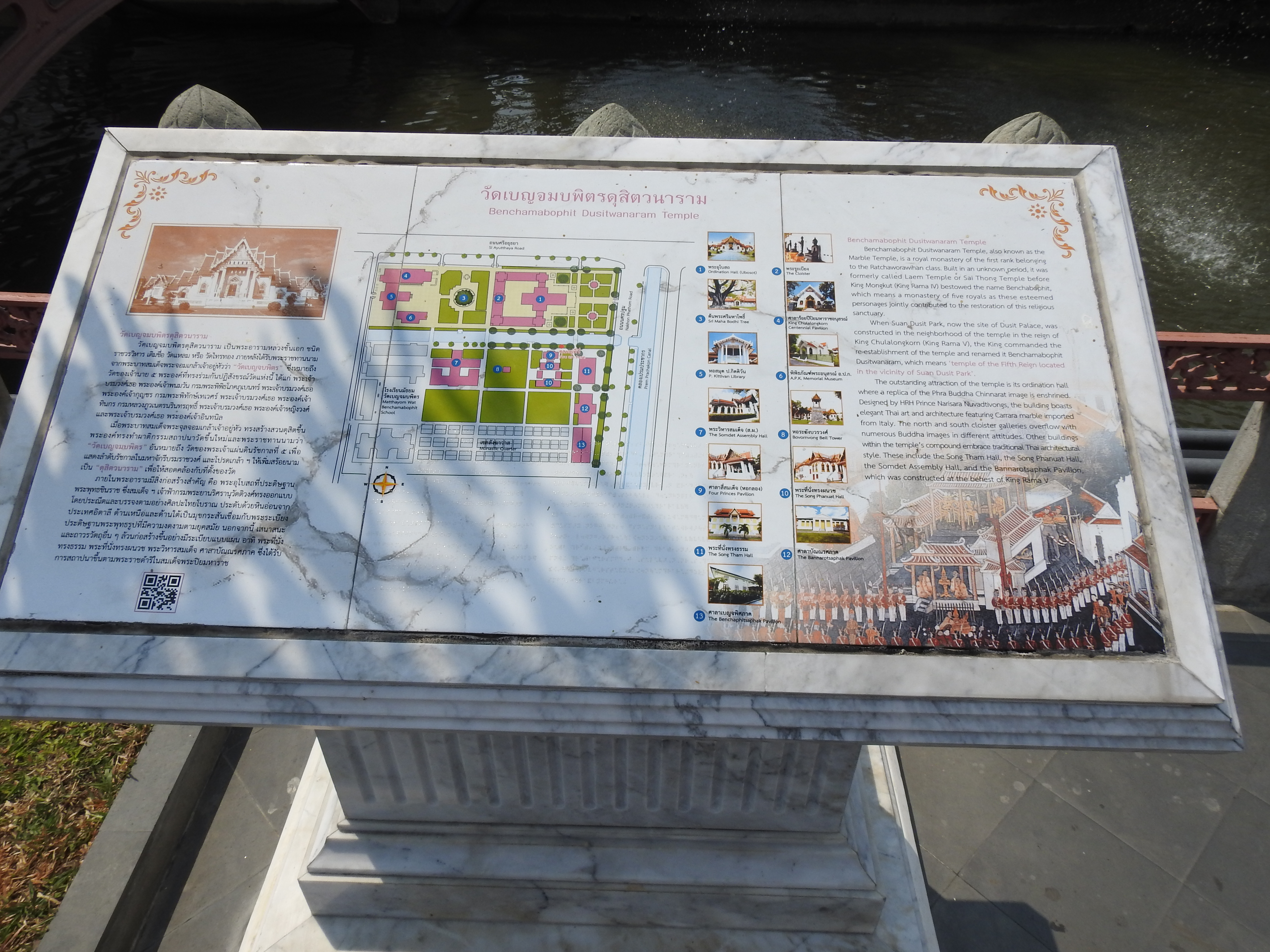
Plan et historique en thaï et en anglais
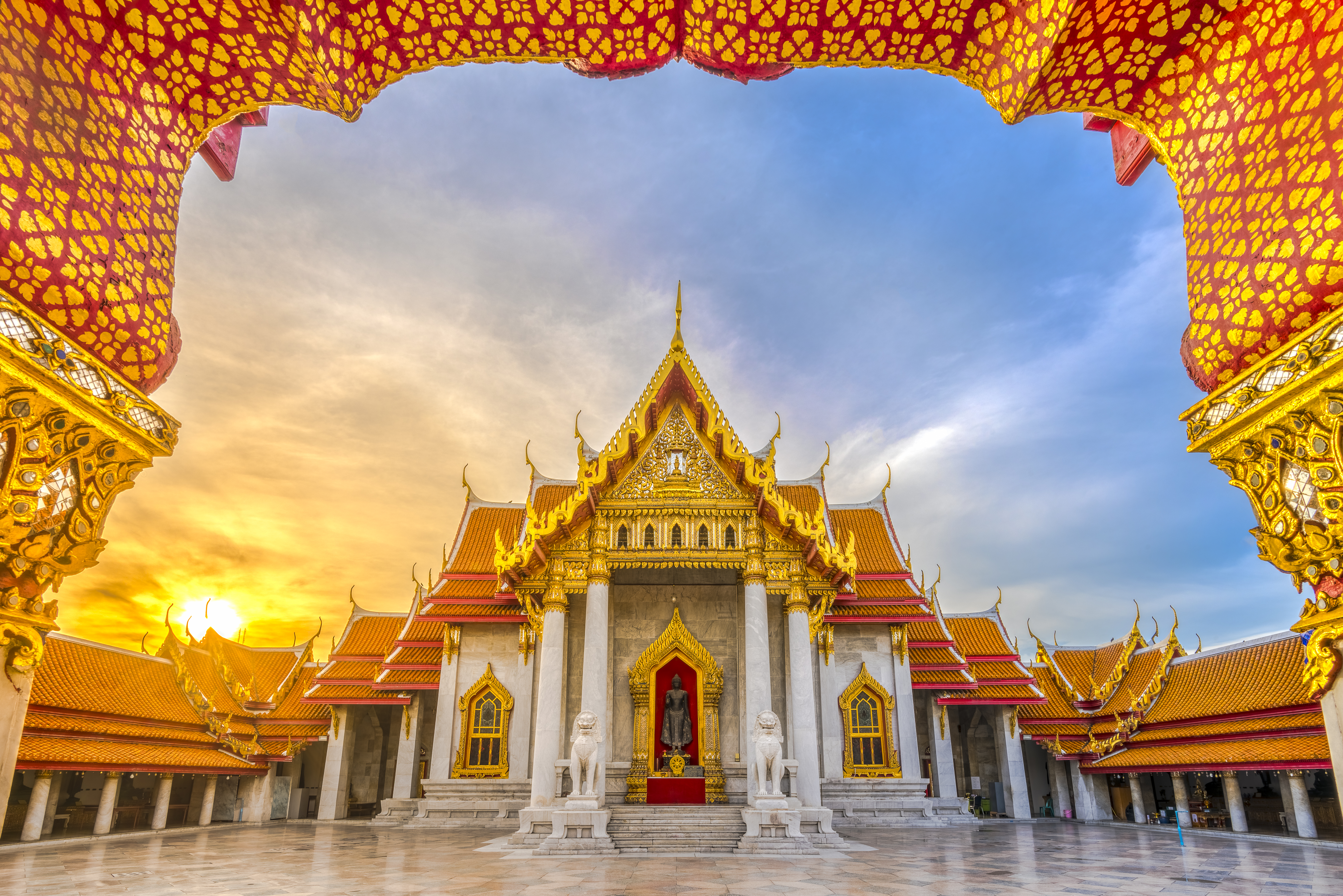
Façade principale de la salle d'ordination (bot ou ubosot)
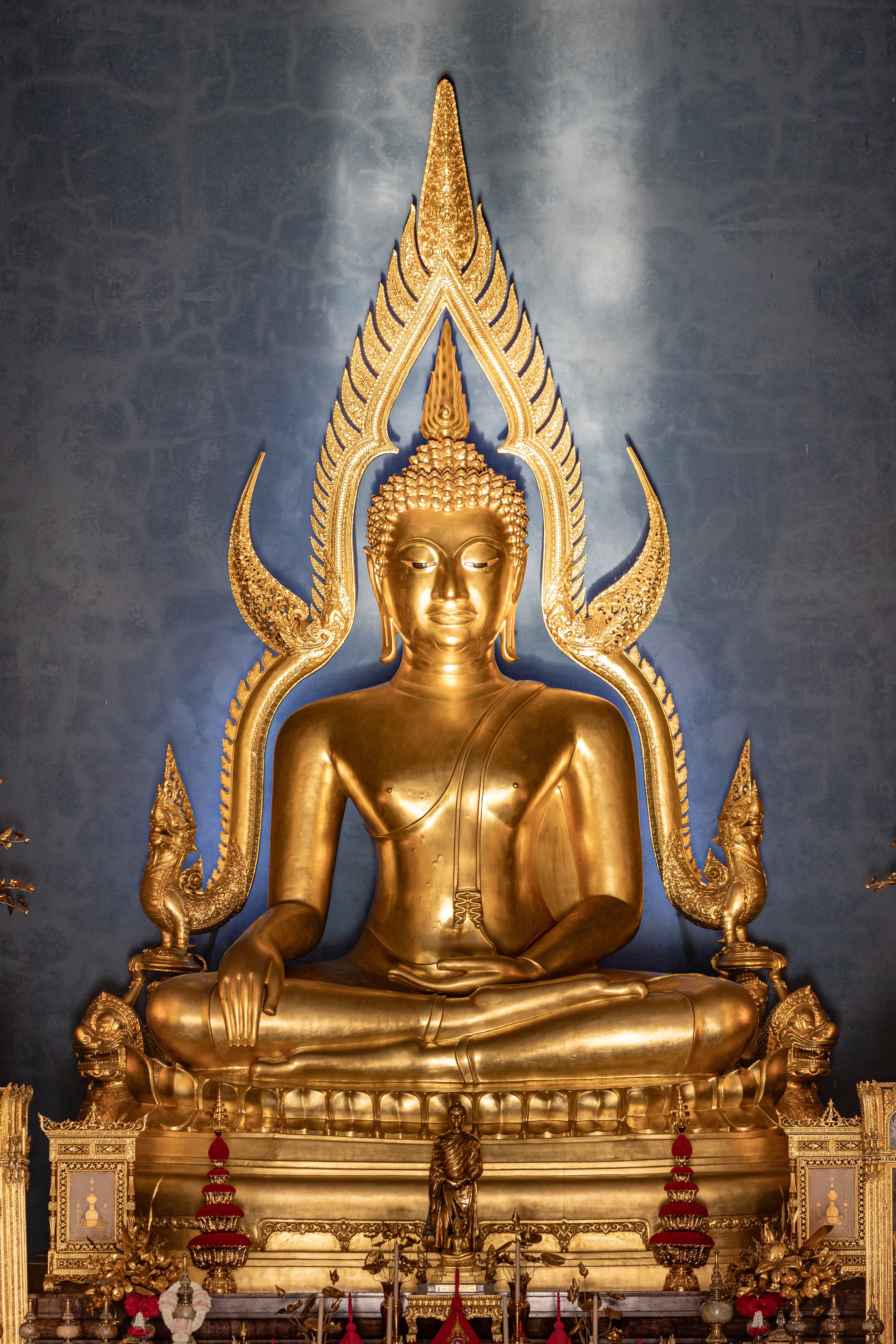
Réplique du Bouddha Chinnarat dont le socle contient des cendres de Rama V
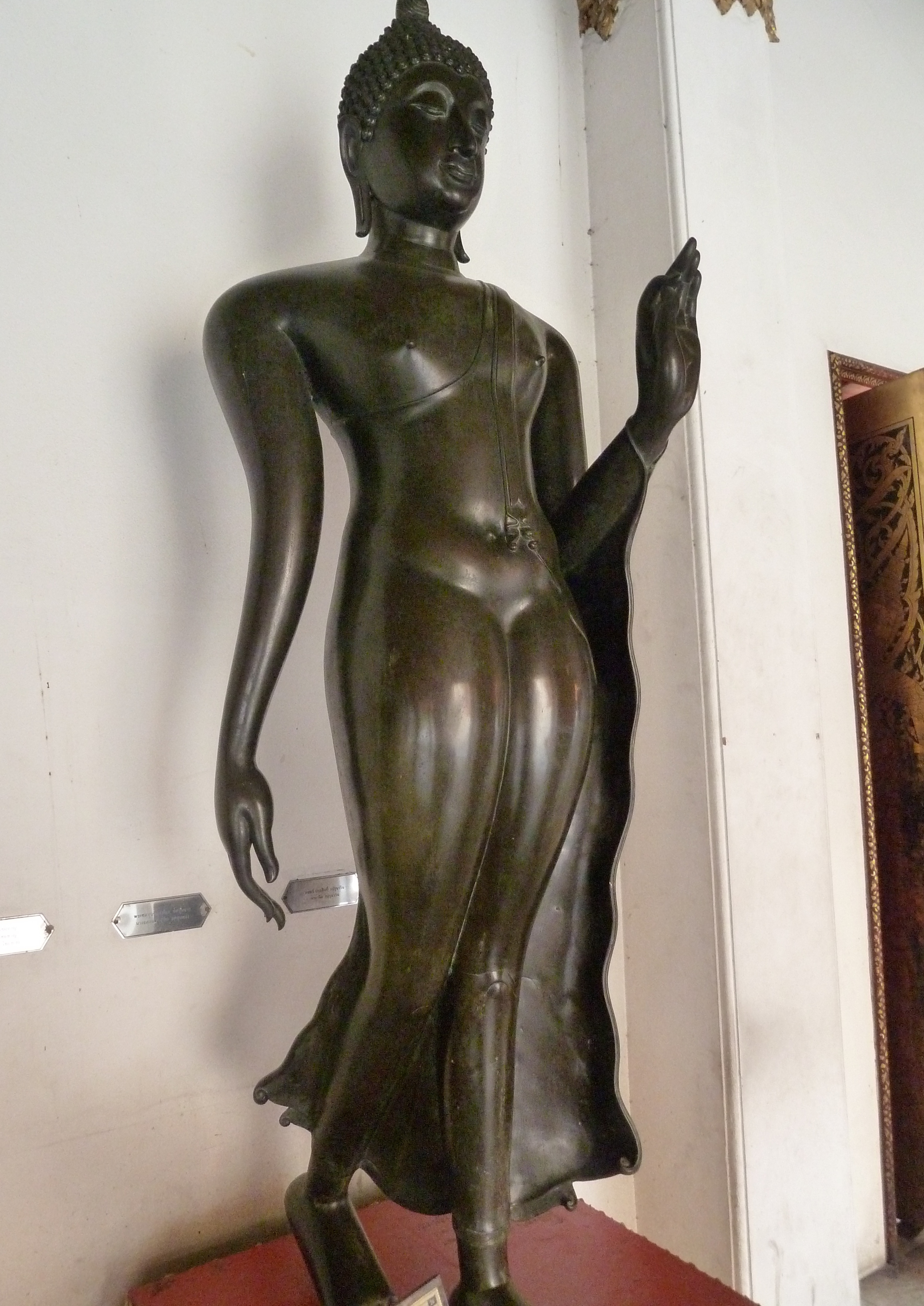
Statue d'un Bouddha marchant du style Sukhothaï (Sukhothaï), bronze, Hauteur 220 cm, XIVème siècle
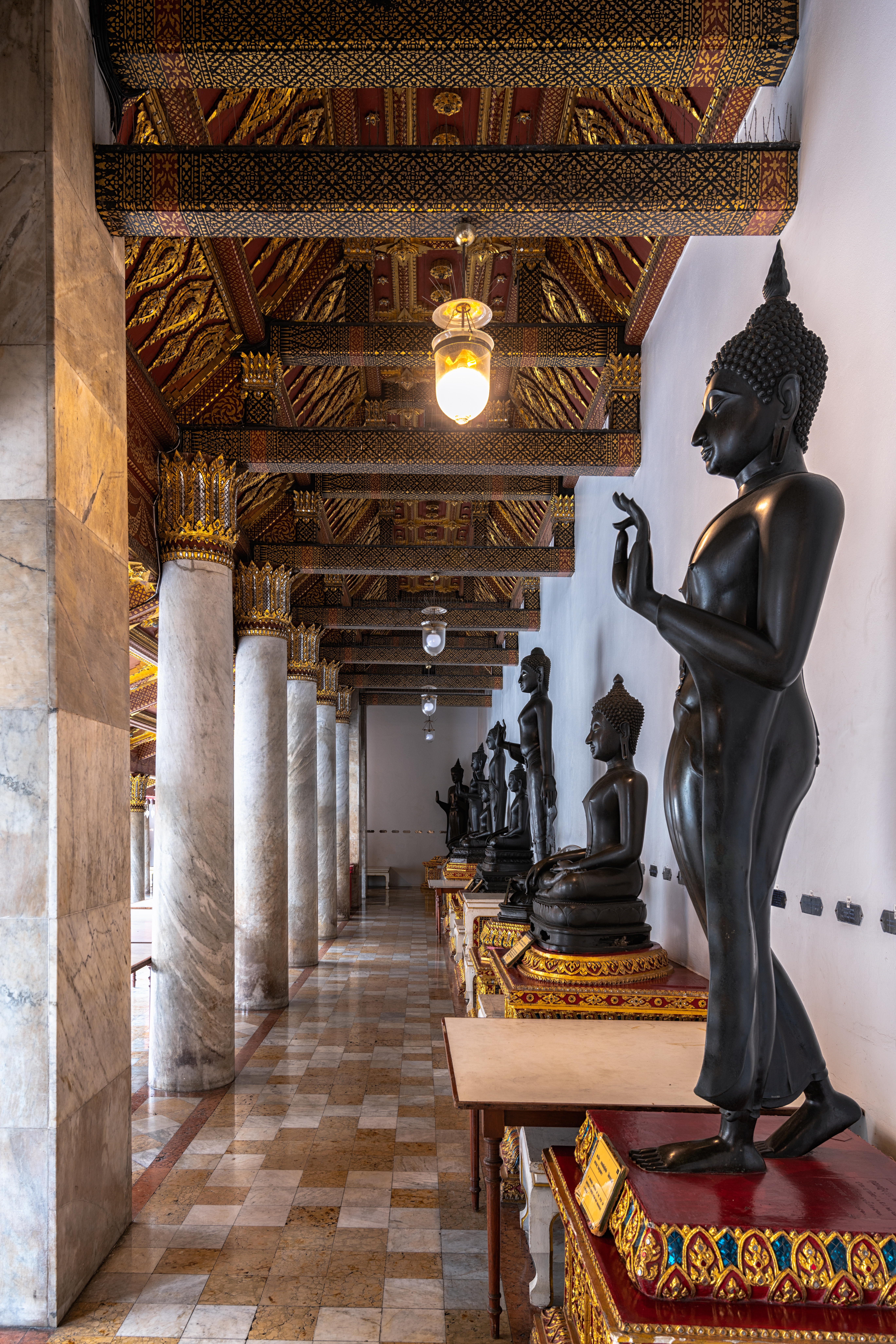
Quelques-unes des 53 statues remarquables de Bouddha de la galerie couverte

Le wat comporte également de magnifiques jardins et un cloître (Phra rabiang ; galerie couverte) dont les galeries abritent une collection de 53 remarquables statues de Bouddha de Thaïlande qui illustrent les différents styles et attitudes. Trente-trois statues sont des originaux, les autres sont des copies ; des Bouddhas étrangers complètent cette collection.

## Numismatique
Sur les pièces de monnaie en Thaïlande, on trouve de nos jours coté face l'effigie du souverain ; et  coté pile un temple bouddhiste.
Sur la pièce de 5 bahts en nickel , coté pile figure le temple Wat Benchama Bophit.